# Парадајс Хил (Оклахома)
Парадајс Хил (енгл. Paradise Hill) град је у америчкој савезној држави Оклахома.

## Демографија
По попису из 2010. године број становника је 85, што је 15 (-15,0%) становника мање него 2000. године.
| Група             | 2000.      | 2010.      |
| Белци             | 76 (76,0%) | 75 (88,2%) |
| Афроамериканци    | 0 (0,0%)   | 0 (0,0%)   |
| Азијати           | 0 (0,0%)   | 0 (0,0%)   |
| Хиспаноамериканци | 4 (4,0%)   | 0 (0,0%)   |
| Укупно            | 100        | 85         |